# Limonia flavoterminalis
Limonia flavoterminalis är en tvåvingeart som först beskrevs av Alexander 1922.  Limonia flavoterminalis ingår i släktet Limonia och familjen småharkrankar.
Artens utbredningsområde är Taiwan. Inga underarter finns listade i Catalogue of Life.